# Lathyrus hitchcockianus
Lathyrus hitchcockianus är en ärtväxtart som beskrevs av Rupert Charles Barneby och James Lauritz Reveal. Lathyrus hitchcockianus ingår i släktet vialer, och familjen ärtväxter. Inga underarter finns listade i Catalogue of Life.